# Эмитент ценных бумаг
Эмитент ценных бумаг (англ. securities issuer) — юридическое лицо, исполнительный орган государственной власти, орган местного самоуправления, которые несут от своего имени или от имени публично-правового образования обязательства перед владельцами ценных бумаг по осуществлению прав, закрепленных выпущенными ценными бумагами. Эмитент осуществляет эмиссию ценных бумаг, то есть последовательность действий по размещению эмиссионных ценных бумаг. В российском законодательстве определение эмитента ценных бумаг содержится во второй статье Федерального закона от 22.04.1996 № 39-ФЗ «О рынке ценных бумаг».
Эмитент ценных бумаг выпускает эмиссионные ценные бумаги, к которым относятся любые ценные бумаги, одновременно имеющие признаки:
- закрепляют совокупность имущественных и неимущественных прав, подлежащих удостоверению, уступке и безусловному осуществлению с соблюдением установленных настоящим федеральным законодательством формы и порядка;
- размещаются выпусками или дополнительными выпусками;
- имеют равные объём и сроки осуществления прав внутри одного выпуска независимо от времени приобретения ценных бумаг.

Эмитент ценных бумаг может выпускать акции, облигации, опционы, депозитарные расписки.
Крупнейшим эмитентом ценных бумаг в России является Министерство финансов, которое выпускает государственные ценные бумаги.